# Campeonato Europeu de Ginástica Artística de 1987
O Campeonato Europeu de Ginástica Artística de 1987 teve suas competições femininas realizadas em conjunto com as masculinas, na cidade de Moscou, na extinta União Soviética.

## Eventos
- Individual geral masculino
- Solo masculino
- Barra fixa
- Barras paralelas
- Cavalo com alças
- Argolas
- Salto sobre a mesa masculino
- Individual geral feminino
- Trave
- Solo feminino
- Barras assimétricas
- Salto sobre a mesa feminino

## Medalhistas
| Evento              | Ouro                          | Prata                           | Bronze                                                  |
| Masculino           |                               |                                 |                                                         |
| Individual geral    | URS Valeri Liukin             | URS Yuri Korolev                | HUN György Guczoghy                                     |
| Solo                | URS Valeri Liukin             | URS Yuri Korolev                | HUN György Guczoghy                                     |
| Cavalo com alças    | URS Valeri Liukin             | BUL Lubomir Geraskov            | ROU Marian Rizan                                        |
| Argolas             | URS Valentin Mogilniy         | URS Valeri Liukin               | FRG Andreas Aguilar                                     |
| Salto sobre a mesa  | URS Yuri Korolev              | FRG Silvio Kroll                | URS Valeri Liukin FRG Holger Behrendt                   |
| Barras paralelas    | URS Valeri Liukin             | FRG Holger Behrendt             | FRG Maik Belle                                          |
| Barra fixa          | URS Valeri Liukin             | FRG Silvio Kroll                | HUN György Guczoghy                                     |
| Feminino            |                               |                                 |                                                         |
| Individual geral    | ROU Daniela Silivas (39.775)  | URS Alevtina Priachina (39.475) | URS Elena Shushunova (38.900) BUL Diana Dudeva (38,200) |
| Salto sobre a mesa  | URS Elena Shushunova (19,856) | ROU Daniela Silivas (19,808)    | ROU Eugenia Golea (19,700)                              |
| Barras assimétricas | ROU Daniela Silivas (19,900)  | BUL Diana Dudeva (19,838)       | GDR Dörte Thümmler (19,788)                             |
| Trave               | ROU Daniela Silivas (19,875)  | ROU Eugenia Golea (19,663)      | GDR Anja Wilhelm (19,400)                               |
| Solo                | ROU Daniela Silivas (20,000)  | ROU Camelia Voinea (19,938)     | URS Alevtina Priachina (19,725)                         |

## Quadro de medalhas
| Ordem | País               | Medalha de ouro | Medalha de prata | Medalha de bronze |    |
| ----- | ------------------ | --------------- | ---------------- | ----------------- | -- |
| 1     | União Soviética    | 8               | 4                | 3                 | 17 |
| 2     | Roménia            | 4               | 3                | 2                 | 9  |
| 3     | Alemanha Ocidental |                 | 3                | 3                 | 6  |
| 4     | Bulgária           |                 | 2                | 1                 | 3  |
| 5     | Hungria            |                 |                  | 3                 | 3  |
| 6     | Alemanha Oriental  |                 |                  | 2                 | 2  |
| TOTAL | TOTAL              | 12              | 12               | 14                | 38 |